# Resolució 444 del Consell de Seguretat de les Nacions Unides
La Resolució 444 del Consell de Seguretat de les Nacions Unides, aprovada el 19 de gener de 1979, després de recordar resolucions 425 (1978), 426 (1978), 427 (1978) i 434 (1978), i considerant l'informe del Secretari General de les Nacions Unides sobre la Força Provisional de les Nacions Unides al Líban (FPNUL), el Consell va expressar la seva preocupació per la situació a Sud del Líban i va assenyalar que la FPNUL no havia pogut completar les seves tasques al final del seu segon mandat.
El Consell va condemnar la falta de cooperació del Líban i, en particular, d'Israel amb la FPNUL sobre l'aplicació del seu mandat. La resolució 444 també elogia al Govern del Líban pels seus intents de restablir l'autoritat al sud del Líban.
Al ampliar el mandat de la Força fins al 19 de juny de 1979, la resolució va demanar a la FPNUL juntament amb el Secretari General, que ajudés a restablir l'ordre i l'autoritat a la regió, inclosa la implementació plena de la Resolució 425.
La resolució va ser adoptada per 12 vots contra cap, mentre que Txecoslovàquia i la Unió Soviètica es van abstenir i la República Popular de la Xina no hi va participar.